# 萊姆斯通 (緬因州普查規定居民點)
萊姆斯通（英語：Limestone）是位於美國緬因州阿魯斯圖克縣的一個普查規定居民點。

## 人口
根據2020年美國人口普查的數據，萊姆斯通的面積為6.86平方千米，當中陸地面積為6.86平方千米，而水域面積為0.00平方千米。當地共有人口874人，而人口密度為每平方千米127.41人。